# راتنبرگ (شهر اتریش)
راتنبرگ (به آلمانی: Rattenberg) یک شهر در اتریش است که در ناحیه کوفستاین واقع شده‌است. راتنبرگ ۰٫۱۱ کیلومتر مربع مساحت دارد ۵۲۱ متر بالاتر از سطح دریا واقع شده‌است.